# Johannes' Første Brev
Johannes' Første Brev er traditionelt et af de såkaldte katolske breve, og er i den kanoniske rækkefølge den 23. bog i Det Nye Testamente. Brevet medregnes desuden til "de johannæiske skrifter" – som indbefatter Johannesevangeliet, 2. og 3. Johannesbrev og af de fleste også Johannes' Åbenbaring
I brevet advarer forfatteren mod den doketiske vranglære. Men hverken brevets forfatter eller adressaten er kendt. Manglende stilistiske brevkendetegn kan tyde på at dette ikke blev skrevet som et brev med en bestemt modtager – men som et skrift til advarsel mod vranglære. Det er almindeligt antaget at evangeliet og de tre breve er skrevet af den samme forfatter (eller forfatterkreds), hvorimod Johannes' Åbenbaring afviger meget fra de andre i stil og sprog. Her er det sværere at få øje på de sproglige og tematiske ligheder. Det antages at brevet er skrevet mod slutningen af det første århundrede, men dateringen er usikker.